# NGC 6096
NGC 6096 је спирална галаксија у сазвежђу Северна круна која се налази на NGC листи објеката дубоког неба.
Деклинација објекта је + 26° 33' 34" а ректасцензија 16h 14m 46,6s. Привидна величина (магнитуда) објекта NGC 6096 износи 14,4 а фотографска магнитуда 15,2. NGC 6096 је још познат и под ознакама MCG 5-38-44, CGCG 167-57, NPM1G +26.0416, PGC 57598.